# اسکات لیری
اسکات لیری (به انگلیسی: Scott Leary) (زادهٔ ۲۹ دسامبر ۱۸۸۱) شناگر اهل ایالات متحده آمریکا است.